# Limnophora pseudospinipes
Limnophora pseudospinipes är en tvåvingeart som först beskrevs av Zielke 1971.  Limnophora pseudospinipes ingår i släktet Limnophora och familjen husflugor. Inga underarter finns listade i Catalogue of Life.